# Lappskatagrundet
Lappskatagrundet is een Zweeds eiland behorend tot de Pite-archipel. Het ligt in de baai Harrbäcksfjärden en bestaat voornamelijk uit zand en een plukje bos. Het eiland heeft geen oeververbinding en is onbebouwd. 